# 花旗参
西洋参，又名花旗参（學名：Panax quinquefolius），是人参的一种。原產於美國北部到加拿大南部一帶，以安大略省和威斯康辛州為主。美国旧称为花旗國，花旗参由此得名。此外，它又称為洋參、西洋参、野山泡参 、广东人参，為粉光參的一種。通常照產地分成（一般所稱的）花旗參與加拿大參；兩者雖然同種，但因為氣候影響，前者的參面橫紋比後者更明顯。
人参用于中药已经有五千多年的历史，加拿大原住民亦將西洋蔘視為药用植物，易洛魁语系中称为Garent-oguen（意为“类似于人的”）。十八世纪初，法籍耶稣会傳教士杜德美在蒙特利尔附近发现了西洋参，此后三百多年西洋参一直被视为一种有价值的贸易品；欧洲移民将大量野生西洋参运往亚洲，到十九世纪末，这种作物在安大略省几乎绝迹。从1880年到1960年，由于枯萎病和世界大戰等各种各样的原因，西洋参贸易经历了许多起起落落，而自1960年以来一直在稳步增长。西洋参曾一度在不列颠哥伦比亚省种植，愛德華王子島省的种植者也曾尝试移植。世界上大部分西洋参都来自安大略省，由个体种植户种植在以前的烟草田里，用类似树冠的黑色遮阳蓬制造出的阴凉处。西洋参亦被列为濒危物种，因此受到1973年《濒危物种法案》的监管。
如今，加拿大目前是全球西洋參最大的生產國，平均年出口約2000噸，其中85%來自安大略省，15%來自不列顛哥倫比亞省；安大略省之土壤、氣候、環境，都適宜培育西洋參。而目前美國所出產的花旗參，有多達95%來自威斯康辛州的馬拉松縣。野生花旗參及類野生花旗參植物最為昂貴，主要生長在阿巴拉契亚山脉，亦包括纽约州北部的卡茨基尔山、北卡罗来纳州、威斯康辛州；其次為威斯康辛州產所种植者、安大略省，然後中国东北地区及山东省出產的西洋參。年产干重7000吨，60%加拿大，30%中国，10%美国。

## 保育狀況
其被列為《瀕危野生動植物種國際貿易公約》（CITES）附錄二的物種，被限制出口及貿易。

## 威斯康辛州花旗參
威斯康辛州是最早的花旗蔘發源地，現在多採取和韓國類似的人工栽種，為了可以加速花旗蔘的生長速度及農地的再利用，過程中多少會使用除草劑、農藥除蟲及化學肥料，通過美國的農藥殘留檢驗標準，再包裝銷往國外，品質非最為優良，更是無法與野生花旗參和類野生花旗參相比。健康方面雖然沒有疑慮，但隨著全世界的人工栽種西洋蔘產量大增，許多品質差的人蔘流入市面，還有仿冒事件頻傳，導致美國西洋蔘業漸漸萎縮。
於是在1986年美國成立威斯康辛州花旗蔘農業總會（GBW），這是代表威斯康辛州所有註冊蔘農的非營利組織，目的為在國內外推廣與銷售當地的花旗蔘。如果西洋蔘的外包裝印有相關的印鑑標誌，代表此人蔘通過美國食品藥物管理局的標準，是百分之百產自威斯康辛州的人工合法花旗蔘。這個做法讓之後的購買者能夠較為清楚的分辨人工栽種花旗參的來源，對於平價的西洋蔘市場起到了穩定的作用。

## 中药

### 性味
- 味甘微苦，性涼，為養陰清熱要藥，有益肺陰，清虛火，有生津止渴之功用。

### 炮制
《中国药典》仅列一种：去芦，润透，切薄片，干燥或用时捣碎。类似于人参的“白参”做法。
现已知蒸制（类似红参）会导致内含人参皂苷水解，在实验动物和细胞模型中会增强药力。清代《沈氏女科缉要笺正》有描述蒸制，现不常用。

### 其他用法
中国有创新中药“心悦胶囊”，为此植物的茎、叶提取的各类人参皂苷制成。载于此国多个心血管病治疗指南。
常用炮制法去芦应是效仿人参炮制方法，但对于人参而言这样做没有科学依据，已不做。和人参一样，西洋参存在芦头的皂苷成分含量比主根高的情况。
西洋参全植株含人参皂苷，聚类分析大致可分三类：地下部分为一类，叶为一类，花、果、茎、芽孢为一类。

## 療效
可穩定自主神經，抗疲勞，滋補強身，調整體質，提升耐力，增強免疫力，幫助身體對抗疾病。花旗参制品“Cold-Fx”对普通感冒没有显著的疗效，对感染也没有显著作用，唯一可能的是可以预防肌肉紧张，并稍微缩短感冒病程。

## 图例
- 1817年至1820年间的插画
- 野生的花旗参
- 花旗参果实
- 花旗参的幼苗
- 花旗参根部
- 花旗参根部
- 威斯康星州马拉松市的人参种植场
- 威斯康星州猛客庄园的人参种植场

## 外部連結
- 西洋參 Xiyangshen （页面存档备份，存于） 藥用植物圖像數據庫 (香港浸會大學中醫藥學院) （中文）（英文）
- 西洋參 中藥材圖像數據庫  (香港浸會大學中醫藥學院) （中文）（英文）
- 西洋參 Xi Yang Shen （页面存档备份，存于） 中藥標本數據庫 (香港浸會大學中醫藥學院) （繁體中文）（英文）
- 人參皂苷Re Ginsenoside Re （页面存档备份，存于） 中草藥化學圖像數據庫 (香港浸會大學中醫藥學院) （中文）（英文）
- 僞人參皂苷F11 Pseudoginsenoside-F11 （页面存档备份，存于） 中草藥化學圖像數據庫 (香港浸會大學中醫藥學院) （中文）（英文）
- 人參皂苷Rb1 Ginsenoside Rb1 （页面存档备份，存于） 中草藥化學圖像數據庫 (香港浸會大學中醫藥學院) （中文）（英文）